# رافائل الچیبیاده
رافائل الچیبیاده (ایتالیایی: Raffaele Alcibiade؛ زادهٔ ۲۳ مهٔ ۱۹۹۰) بازیکن فوتبال اهل ایتالیا است.

## باشگاهی
از باشگاه‌هایی که در آن بازی کرده‌است می‌توان به باشگاه فوتبال یوونتوس، باشگاه فوتبال دلفینو پسکارا، باشگاه فوتبال لچه و باشگاه فوتبال پرو ورچلی اشاره کرد.

## تیم ملی
وی همچنین در تیم ملی فوتبال زیر ۲۰ سال ایتالیا بازی کرده‌است.